# Pithecellobium johansenii
Pithecellobium johansenii é uma espécie vegetal da família Fabaceae.
Pode ser encontrada nos seguintes países: Belize, Guatemala e Honduras.